# هيلاري توك
هيلاري توك (بالإنجليزية: Hillary Tuck)‏ هي ممثلة أمريكية، ولدت في 1 يوليو 1978 في كيرفيل في الولايات المتحدة.

## أعمال

### مسلسلات
- إن سي آي إس
- روزان
- كولد كيس
- هاوس

## وصلات خارجية
- هيلاري توك على موقع IMDb (الإنجليزية)
- هيلاري توك على موقع ألو سيني (الفرنسية)
- هيلاري توك على موقع أول موفي (الإنجليزية)
- هيلاري توك على موقع قاعدة بيانات الأفلام السويدية (السويدية)
- هيلاري توك على موقع قاعدة بيانات الفيلم (الإنجليزية)
- هيلاري توك على موقع كينوبويسك (الروسية)